# Église de l'Assomption de Villeneuve-la-Comtesse
L'église Notre-Dame de l'Assomption est une église située à Villeneuve-la-Comtesse, dans le département français de la Charente-Maritime en région Nouvelle-Aquitaine.

## Historique
L'église est inscrite au titre des monuments historiques par arrêté du 17 juin 1959.

## Galerie

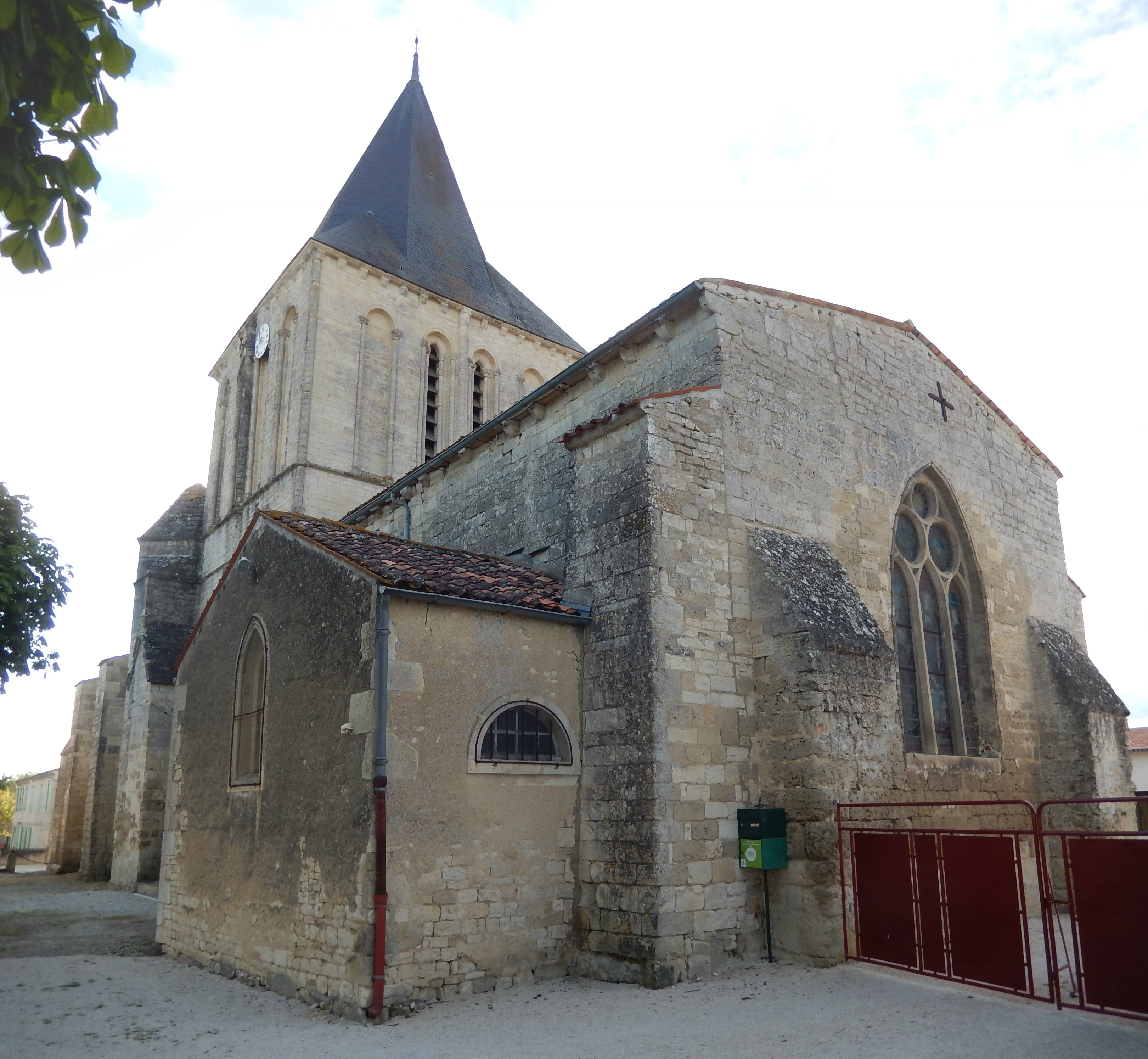